# Ciclone Pam

Imagem de satélite do Ciclone Pam passando por Vanuatu em animação feita pela NOAA.

Ciclone Pam foi um ciclone tropical formado em março de 2015 que foi considerado o pior desastre natural na história de Vanuatu. Pelo menos 11 pessoas morreram na nação insular, mas com muitas mais mortes relatadas, mas não confirmadas. Isso faz Pam o ciclone mais mortal na bacia do Pacífico Sul, pelo menos desde o Ciclone Evan em 2012, que matou 14 pessoas em Samoa. Os impactos da tempestade também foram sentidos, embora em menor medida, em outras ilhas na região, mais notavelmente o Ilhas Salomão, Tuvalu e Nova Zelândia.